# أندرو ويلسون (رجل أعمال)
أندرو ويلسون (بالإنجليزية: Andrew Wilson)‏ هو شخصية أعمال وكبير الإداريين التنفيذيين أسترالي، ولد في 7 سبتمبر 1974 في غولد كوست في أستراليا.